# باستيان دانكيرت
باستيان دانكيرت (بالألمانية: Bastian Dankert)‏ هو حكم كرة قدم ألماني من مواليد 9 يونيو 1980 في شفيرين. في عام 2008 أصبح حكما معتمدا لدى الاتحاد الألماني لكرة القدم، وحصل على الشارة الدولية من قبل الفيفا في عام 2014. في 30 أبريل 2018 تم اختياره كحكم فيديو مساعد في كأس العالم 2018.

## روابط خارجية
- باستيان دانكيرت على موقع Soccerway.com (الإنجليزية)